# Kałuszyn
Kałuszyn è un comune urbano-rurale polacco del distretto di Mińsk, nel voivodato della Masovia.
Ricopre una superficie di 94,52 km² e nel 2004 contava 6 182 abitanti.